# Парна локомотива
Парна локомотива је железничка локомотива која за свој погон користи снагу из парне машине. Ове локомотиве користе за гориво неки запаљив чврст материјал, обично је то угаљ, дрво или кокс, а ради добијања водене паре у котлу, која под притиском врши механички рад, односно окреће точкове. Чврсто гориво и залихе воде се преносе са локомотивом, на самој локомотиви или на вагонима које вуче за собом.
Парне локомотиве су прво развијене у Великој Британији током раног 19. века и доминирале су железничким превозом до средине 20. века. Прву парну локомотиву је израдио Ричард Тревитик, која је први пут употребљена 21. фебруара 1804. године, три године након што је 1801. направио цестовну локомотиву. Прва комерцијално успешна парна локомотива настала је 1812-13 заслугом Џона Бленкинсопа. Џорџ Стивенсон и компанија његовог сина Роберта су произвели Локомотиву Бр. 1, која је била прва локомотива за превоз путника на јавној железничкој линији, Стоктон и Дарлингтон железнице 1825. године. Џорџ је исто тако изградио прву међуградску железничку линију на свету са употребом локомотива, Ливерпул и Манчестер железница, која је отворена 1830. године. Стивенсон је основао је своју компанију као истакнути градитељ парних локомотива за железнице у Уједињеном Краљевству, Сједињеним Државама и већем делу Европе.
У 20. веку, главни машински инжењер Лондонске и североисточне железнице (LNER) Најџел Гресли дизајнирао је више познатих локомотива, укључујући Летећег Шкотланђанина, прву парну локомотиву која се званично кретала брзином преко 100 mph у путничком сервису, и LNER Class A4, 4468 Малард, која држи рекорд најбрже парне локомотиве на свету (126 mph).
Од 1920-их су постепено замењиване дизел и електричним локомотивама, уз постепену конверзију колосека за употребу електричног и дизел погона почевши одд краја 1930-их. Већина парних локомотива је повучена из редовне службе до 1980-их, мада се неколико њих и даље користи на туристичким линијама.

## Порекло и развој
Како је развој парних машина напредовао у 18. веку, бројни покушаји су начињени за њихову примену на друму или железничку употребу. Године 1784, Вилијам Мердок, израдио је прототип парне друмске локомотиве у Британији. Један од првих радних модела парне железничке локомотиве конструисан је од стране пионира у изради пароброда Џона Фича у САД највероватније између 1780-их и 1790-их. Његова парна локомотива још увек постоји у Историјском музеју државе Охајо. Године 1802, Ричард Тревитик, енглески проналазач унапредио је парну машину увођењем бројних значајних иновација, а које су се тицале принципа рада под високим притиском паре што је довело до смањење тежине машине али и до повећања радне ефикасности. Тревитик је склопио пословни уговор да са једном својом парном машином високог притиска превози руду гвожђа у Јужном Велсу. Уз помоћ Реса Џонса, металског радника и под надзором Самјуела Хомфреја, власника рудника, Тревитик је монтирао своју парну машину на точкове и на тај начин претворио је у локомотиву. Наредне године 1803, Тревитик је продао патенте Самјуелу Хомфреју чиме је овај постао власник локомотиве. Хомфреј је толико био одушевљен Тревитиковом локомотивом да се опкладио, у суму од 500 гвинеја, са својим конкурентом и власником рудника гвожђа, Ричардом Крејсом, да ће његова парна локомотива вући гвоздену руду тежине 10 тона на удаљености од 16 km. Уз велико интересовање јавности, 21. фебруара 1804. године, успешно је превезла на целој деоници 10 (десет) тона гвожђа, 5 вагона и 70 мушкараца у времену од 4 часа и 10 минута, просечном брзином од 3,9 km на час. Догађај је био толико успешан да је Енглеска постала водећи центар за експериментисање и развој парне локомотиве.
Тревитик је наставио своје огледе на парни погон, израдом још три локомотиве, закључно са „Ухвати ме, ко може“, 1808. Само четири године касније, двоцилиндрична локомотива „Саламанка“ коју је израдио Метју Мари представљена је 1812. године за Мидлтон Железницу. Године 1825, Џорџ Стивенсон је израдио „Локомотиву“ за железницу Стоктон - Дарлингтон, у североисточној Енглеској, која је прва јавна железничка пруга у свету. Године 1829, израдио је „Ракету“ са којом је победио на јавном такмичењу у брзини са другим локомотивама, а за пругу Рејнхил, завршену деоницу будуће главне пруге Ливерпул - Манчестер. Ови успеси довели су Стивенсона у ситуацију да оснује фирму која ће постати најеминентнији произвођач парних локомотива коришћених на пругама Велике Британије, Сједињених Држава и широм Европе. У САД прве локомотиве су почеле да се праве 1829. године у Балтимору и Охају. Мада су бројне прве локомотиве у раним данима америчке железнице увожене из Британије.

### Уједињено Краљевство
Најраније жељезнице су користиле коње за вучу кола дуж железничке пруге. Године 1784, Вилијам Мердок, шкотски изумитељ, изградио је прототип малих размера парне локомотиве у Бирмингему. Парну железничку локомотиву пуне величине је предложио Вилијам Рејнолдс око 1787. године. Један рани радни модел парне железничке локомотиве је дизајнирао и конструисао пионир пароброда Џон Фич у САД током 1794. Његова парна локомотива је користила точкове са унутрашњим усмеривачима који су вођени шинама или пругом. Овај модел још увек постоји у музеју Историјског друштва Охаја у Коламбусу. Аутентичност и датум израде ове локомотиве оспоравају поједини стручњаци. Употребљив парни воз је морао да сачека проналазак парне машине високог притиска Ричарда Тревитика, који је увео у употребу парне локомотиве.
Прва локомотива пуне радне снаге, била је 3 ft (914 mm) колосечна Коулбрукдејлска локомотива, коју је Тревитик изградио 1802. године. Она је била направљена за Коулбрукдејлску жељезару у Шропширу у Уједињеном Краљевству, мада евиденција о њеном раду на тој локацији није сачувана. Дана 21. фебруара 1804. догодило се прво забележено путовање жељезницом на парну вучу, при чему је једна друга Тревитикова локомотива вукла воз дуж 4 ft 4 in (1.321 mm) колосека од Пенидарен жељезаре, у близини Мердир Тидфила до Аберкнона у Јужном Велсу. У пратњи Ендру Вивијана, ова локомотива је углавном успешно радила. Њен дизајн је садржао бројне важне иновације, међу којима је била употреба паре високог притиска чиме је редукована тежина машине и повећана ефикасност.
Тревитик је посетио област Њукасла 1804. године, где га је дочекала заинтересована публика власника рудника угља и инжењера. Та посета је била толико успешна да је угљенокопна железница североисточне Енглеске постала водећи центар за експериментисање и развој парне локомотиве. Тревитик је наставио са својим експериментима парног погона на још три локомотиве, завршавајући са верзијом званом Нек' ме ухвати ко може 1808. године.

## Галерија
- Локомотива „Северна звезда“.
- Локомотива класе 0298.
- Станица за угаљ.
- Водопојник.
- Локомотива „Милард“ аеродинамичког облика, израђена 1938, могла је да достигне брзину до 160 km/ч, укупне масе 165 тона и дужине 21 метар. Данас се чува у Музеју Железнице у Јорку.
- Парна локомотива „Баба Милка“ из рудника Јелашница (Нишка Бања) данас се чува у Нишу
- Железничка станица Ниш експонат Парна локомотива серије 61-002
- Парне локомотиве нормалног колосека изложена у Музеју Мађарских државних железница у Будимпешти
- Парна локомотива Борсиг 06-018 на станици
- Реконструкција Тревитикове прве успешне парне локомотиве из 1804. данас је изложена у Народном музеју Велса
- Парна локомотива са раоником за рашчишћавање снега у Скагвеју (Аљаска) која је коришћена на прузи White Pass and Yukon Route.
- Локомотива у Скагвеју (Аљаска) коришћена за пробијање кроз дубоке снежне наносе на Аљасци на прузи White Pass and Yukon Route.